# Stryphnodendron adstringens
Stryphnodendron adstringens là một loài thực vật có hoa trong họ Đậu. Loài này được (Mart.) Coville miêu tả khoa học đầu tiên.